# Девід Шервуд
Девід Шервуд (англ. David Sherwood; нар. 6 травня 1980) — колишній британський тенісист.
Найвищу одиночну позицію світового рейтингу — 214 місце досяг 25 липня 2005, парну — 174 місце — 1 грудня 2003 року.
Найвищим досягненням на турнірах Великого шолома було 2 коло в одиночному розряді.
Завершив кар'єру 2008 року.

## Фінали ATP Челленджер і ITF Ф'ючерс

### Одиночний розряд: 9 (3–6)
| Легенда              |
| -------------------- |
| ATP Челленджер (0–0) |
| ITF Ф'ючерс (3–6)    |

| Фінали за покриттям |
| ------------------- |
| Тверде (3–6)        |
| Ґрунт (0–0)         |
| Трава (0–0)         |
| Килим (0–0)         |

| Результат | W–L | Дата     | Турнір                         | Рівень  | Покриття | Суперник               | Рахунок                 |
| --------- | --- | -------- | ------------------------------ | ------- | -------- | ---------------------- | ----------------------- |
| Поразка   | 0–1 | Бер 2002 | Індія F1, Ченнай               | Ф'ючерс | Тверде   | Браніслав Секач        | 6–7(3–7), 3–6           |
| Поразка   | 0–2 | Вер 2002 | Велика Британія F8, Сандерленд | Ф'ючерс | Тверде   | Марк Гілтон (тенісист) | 3–6, 5–7                |
| Перемога  | 1–2 | Жов 2003 | Велика Британія F11, Единбург  | Ф'ючерс | Тверде   | Марк Гілтон (тенісист) | 6–4, 6–3                |
| Перемога  | 2–2 | Сер 2004 | Велика Британія F3, Рексем     | Ф'ючерс | Тверде   | Марк Гілтон (тенісист) | 7–6(7–5), 6–4           |
| Поразка   | 2–3 | Вер 2004 | Франція F15, Плезір            | Ф'ючерс | Тверде   | Жюльєн Варле           | 3–6, 4–6                |
| Перемога  | 3–3 | Жов 2004 | Велика Британія F5, Единбург   | Ф'ючерс | Тверде   | Том Берн               | 6–4, 6–1                |
| Поразка   | 3–4 | Жов 2004 | Велика Британія F6, Глазго     | Ф'ючерс | Тверде   | Річард Блумфілд        | 7–6(7–4), 2–6, 6–7(6–8) |
| Поразка   | 3–5 | Жов 2004 | Велика Британія F7, Сандерленд | Ф'ючерс | Тверде   | Александер Флок        | 2–6, 3–6                |
| Поразка   | 3–6 | Січ 2005 | Індія F1, Мумбай               | Ф'ючерс | Тверде   | Зімон Гройль           | 6–4, 3–6, 2–6           |

### Парний розряд: 31 (16–15)
| Легенда              |
| -------------------- |
| ATP Челленджер (0–2) |
| ITF Ф'ючерс (16–13)  |

| Фінали за покриттям |
| ------------------- |
| Тверде (16–11)      |
| Ґрунт (0–1)         |
| Трава (0–2)         |
| Килим (0–1)         |

| Результат | W–L   | Дата     | Турнір                           | Рівень     | Покриття | Партнер         | Суперники                                 | Рахунок                  |
| --------- | ----- | -------- | -------------------------------- | ---------- | -------- | --------------- | ----------------------------------------- | ------------------------ |
| Перемога  | 1–0   | Жов 1998 | Велика Британія F8, Глазго       | Ф'ючерс    | Тверде   | Джеймс Девідсон | Росс Матесон Том Спінкс                   | 6–4, 5–7, 6–4            |
| Поразка   | 1–1   | Жов 1998 | Велика Британія F10, Единбург    | Ф'ючерс    | Тверде   | Джеймс Девідсон | Ешлі Нойманн Ендрю Рюб                    | 3–6, 2–6                 |
| Поразка   | 1–2   | Лют 1999 | Велика Британія F2, Чигвелл      | Ф'ючерс    | Килим    | Том Спінкс      | Леош Фридль Борут Урх                     | 6–7, 1–6                 |
| Поразка   | 1–3   | Сер 2000 | Велика Британія F7, Гемпстед     | Ф'ючерс    | Тверде   | Саймон Діксон   | Джеймс Девідсон Олівер Фрілав             | 2–4, 1–4, 0–4            |
| Перемога  | 2–3   | Бер 2002 | Індія F1, Ченнай                 | Ф'ючерс    | Тверде   | Джонатан Маррей | Роган Бопанна Віджай Каннан               | 3–6, 7–6(8–6), 7–6(10–8) |
| Поразка   | 2–4   | Тра 2002 | Ямайка F4, Монтего-Бей           | Ф'ючерс    | Тверде   | Джонатан Маррей | Константінос Ікономідіс Нікос Ровас       | 4–6, 2–6                 |
| Перемога  | 3–4   | Тра 2002 | Ямайка F6, Монтего-Бей           | Ф'ючерс    | Тверде   | Джонатан Маррей | Саймон Ларос Кіанткі Томас                | 4–6, 2–1 ret.            |
| Поразка   | 3–5   | Вер 2002 | Велика Британія F7, Глазго       | Ф'ючерс    | Тверде   | Джонатан Маррей | Люк Буржуа Ейлун Джонс                    | 1–6, 2–6                 |
| Перемога  | 4–5   | Вер 2002 | Велика Британія F8, Сандерленд   | Ф'ючерс    | Тверде   | Джонатан Маррей | Йоганнес Аґер Алан Маккін                 | 7–6(7–2), 4–6, 6–4       |
| Поразка   | 4–6   | Жов 2002 | Велика Британія F9, Единбург     | Ф'ючерс    | Тверде   | Джонатан Маррей | Якуб Гашек Веслі Муді                     | 3–6, 6–3, 3–6            |
| Поразка   | 4–7   | Лис 2002 | США F28, Коста-Меса              | Ф'ючерс    | Тверде   | Річард Блумфілд | Пракаш Амрітрадж Ражів Рам                | 2–6, 0–3 ret             |
| Перемога  | 5–7   | Лют 2003 | Велика Британія F3, Саутгемптон  | Ф'ючерс    | Тверде   | Джонатан Маррей | Івабуті Сатосі Онода Мітіхіса             | 6–3, 7–5                 |
| Поразка   | 5–8   | Кві 2003 | Катар F1, Доха                   | Ф'ючерс    | Тверде   | Джонатан Маррей | Бенжамен Кассень Рогір Вассен             | 6–3, 6–7(6–8), 3–6       |
| Перемога  | 6–8   | Кві 2003 | Катар F2, Доха                   | Ф'ючерс    | Тверде   | Джонатан Маррей | Іво Клець Айсам Куреші                    | 3–6, 6–2, 7–6(7–3)       |
| Поразка   | 6–9   | Лип 2003 | Бристоль, Велика Британія        | Челленджер | Трава    | Денієл Кірнан   | Жан-Франсуа Башело Ніколя Маю             | 6–7(4–7), 7–5, 6–7(5–7)  |
| Поразка   | 6–10  | Лип 2003 | Манчестер, Велика Британія       | Челленджер | Трава    | Денієл Кірнан   | Арвінд Пармар Мартін Лі                   | 3–6, 6–2, 2–6            |
| Перемога  | 7–10  | Сер 2003 | Велика Британія F8, Лондон       | Ф'ючерс    | Тверде   | Денієл Кірнан   | Джонатан Маррей Джеймі Дельгадо           | без гри                  |
| Поразка   | 7–11  | Вер 2003 | Велика Британія F9, Сандерленд   | Ф'ючерс    | Тверде   | Денієл Кірнан   | Джонатан Маррей Марк Гілтон (тенісист)    | 3–6, 3–6                 |
| Перемога  | 8–11  | Вер 2003 | Велика Британія F10, Глазго      | Ф'ючерс    | Тверде   | Денієл Кірнан   | Енді Маррей Ґай Томас                     | 6–7(2–7), 6–0, 6–0       |
| Перемога  | 9–11  | Жов 2003 | Велика Британія F11, Единбург    | Ф'ючерс    | Тверде   | Денієл Кірнан   | Айдан Ґрейвсон Томас Ґрінленд             | 6–2, 6–3                 |
| Перемога  | 10–11 | Жов 2003 | Ямайка F10, Монтего-Бей          | Ф'ючерс    | Тверде   | Денієл Кірнан   | Дьордь Балаш Ласло Фоно                   | 7–6(7–5), 6–2            |
| Перемога  | 11–11 | Жов 2003 | Ямайка F11, Монтего-Бей          | Ф'ючерс    | Тверде   | Денієл Кірнан   | Дастін Браун Раян Расселл                 | 6–4, 2–0 ret.            |
| Перемога  | 12–11 | Лис 2003 | Ямайка F12, Монтего-Бей          | Ф'ючерс    | Тверде   | Денієл Кірнан   | Джонатан Маррей Марк Гілтон (тенісист)    | 6–3, 6–4                 |
| Поразка   | 12–12 | Тра 2004 | Велика Британія F1, Борнмут      | Ф'ючерс    | Ґрунт    | Олівер Фрілав   | Джеймс Окленд Томас Блейк                 | 4–6, 3–6                 |
| Перемога  | 13–12 | Вер 2004 | Франція F14, Мюлуз               | Ф'ючерс    | Тверде   | Джонатан Маррей | Жосслен Уанна Александре Сідоренко        | 6–2, 6–1                 |
| Перемога  | 14–12 | Жов 2004 | Велика Британія F6, Глазго       | Ф'ючерс    | Тверде   | Денієл Кірнан   | Річард Блумфілд Кріс Льюїс                | 6–4, 6–4                 |
| Перемога  | 15–12 | Жов 2004 | Велика Британія F7, Сандерленд   | Ф'ючерс    | Тверде   | Денієл Кірнан   | Джошуа Гудолл Майлз Касірі                | 6–4, 6–4                 |
| Перемога  | 16–12 | Бер 2005 | Франція F4, Лілль                | Ф'ючерс    | Тверде   | Мустафа Гусе    | Патріс Атіас Фредерік Жанклод             | 6–4, 6–7(4–7), 7–6(7–3)  |
| Поразка   | 16–13 | Жов 2005 | Франція F16, Невер               | Ф'ючерс    | Тверде   | Кайл Спенсер    | Жюльєн Жанп'єр Жан-Мішель Пекері          | 4–6, 7–6(9–7), 5–7       |
| Поразка   | 16–14 | Лис 2005 | Бельгія F1, Sint-Katelijne-Waver | Ф'ючерс    | Тверде   | Річард Блумфілд | Кирило Іванов-Смоленський Денис Мацюкевич | 5–7, 2–6                 |
| Поразка   | 16–15 | Бер 2006 | Велика Британія F4, Манчестер    | Ф'ючерс    | Тверде   | Мартін Лі       | Жан-Франсуа Башело Айсам Куреші           | 1–6, 6–3, 2–6            |

## Юніорські фінали турнірів Великого шолома

### Парний розряд: 1 (1 перемога)
| Результат | Рік  | Турнір                                 | Покриття | Partnet        | Суперники                             | Рахунок  |
| --------- | ---- | -------------------------------------- | -------- | -------------- | ------------------------------------- | -------- |
| Перемога  | 1997 | Відкритий чемпіонат Австралії з тенісу | Тверде   | Джеймс Тротмен | Яко ван дер Вестгейзен Веслі Вайтгаус | 7–6, 6–3 |